# Lintong
Lintong (en chino:临潼区, pinyin:Líntóng qū) es un distrito urbano bajo la administración directa de la subprovincia de Xi'an. Se ubica al sureste de la provincia de Shaanxi, este de la República Popular China. Su área es de 915 km² y su población total para 2015 fue +600 mil habitantes.

## Administración
El distrito de Lintong se divide en 23 pueblos que se administran subdistritos.

## Mausoleo
El mausoleo de Qin Shi Huang es un gigantesco recinto funerario que alberga la tumba de Qin Shi Huang, quien fue primer emperador de China entre el 221 aC al 210 aC, perteneciente a la dinastía Qin, así como unas 400 tumbas más y los guerreros de terracota.